# Episodi di Absolutely Fabulous (quarta stagione)
Questa voce contiene trame, dettagli e crediti dei registi e degli sceneggiatori della quarta stagione della serie televisiva Absolutely Fabulous
In Gran Bretagna, la serie è stata trasmessa dalla BBC dal 31 agosto al 5 ottobre 2001.
| n° | Titolo originale | Titolo italiano | Prima TV UK       | Prima TV Italia |
| -- | ---------------- | --------------- | ----------------- | --------------- |
| 1  | Parralox         |                 | 31 agosto 2001    |                 |
| 2  | Fish Farm        |                 | 7 settembre 2001  |                 |
| 3  | Paris            |                 | 14 settembre 2001 |                 |
| 4  | Donkey           |                 | 21 settembre 2001 |                 |
| 5  | Small Opening    |                 | 28 settembre 2001 |                 |
| 6  | Menopause        |                 | 5 ottobre 2001    |                 |